# Kurt Schnurrenberger
Kurt Schnurrenberger (* 25. Februar 1932 in Thalwil) ist ein ehemaliger Schweizer Radrennfahrer und nationaler Meister im Radsport.

## Sportliche Laufbahn
Schnurrenberger begann 1956 mit dem Radsport. 1957 qualifizierte er sich für die A-Klasse der Amateure mit einem Sieg in Locarno. 1958 wurde er Zweiter der nationalen Meisterschaft in der Einerverfolgung hinter Fredy Rüegg, 1959 wurde er Dritter. Den Verfolgungstitel gewann er 1960 gegen Werner Weckert.
Schnurrenberger startete 1958, 1959 und 1960 bei den UCI-Bahn-Weltmeisterschaften in der Einerverfolgung.